# Jabah
Jabah (tiếng Ả Rập: جبا) là một ngôi làng Syria nằm ở huyện Quneitra, Quneitra. Theo Cục Thống kê Trung ương Syria (CBS), Jabah có dân số 5.281 người trong cuộc điều tra dân số năm 2004.

## Lịch sử
Năm 1596, Jabah xuất hiện trong sổ đăng ký thuế của Ottoman dưới tên Jaba, nằm ở nahiya (thuộc địa) của Jaydur ở Hauran Sanjak. Nó có một dân số hoàn toàn Hồi giáo gồm 30 hộ gia đình và 23 cử nhân. Họ đã trả mức thuế cố định 40% cho các sản phẩm nông nghiệp, bao gồm lúa mì, lúa mạch, cây mùa hè, cây ăn quả, dê và tổ ong; ngoài các khoản thu thường xuyên. Tổng số thuế của họ là 8.500 akçe, với tất cả số tiền này sẽ thuộc về waqf (tín ngưỡng tôn giáo).